# マーク・マクドネル (第5代アントリム伯爵)
第5代アントリム伯爵マーク・マクドネル（英語: Mark McDonnell, 5th Earl of Antrim、1814年4月3日 – 1869年12月19日）は、イギリスの貴族。

## 生涯
マーク・ロバート・カー（1776年 – 1840年）と第3代アントリム女伯爵シャーロット・マクドネル（1779年 – 1835年）の息子として、1814年4月3日に生まれ、21日に洗礼を受けた。出生名はマーク・カー（Mark Kerr）だったが、1855年11月8日に免許状を得て姓をマクドネルに改めた。
1849年4月27日、ジェーン・エンマ・ハンナ・マカン（Jane Emma Hannah Macan、1825年頃 – 1892年4月21日、ターナー・マカンの娘）と結婚、5男5女をもうけた。
- ウィリアム・ランダル（1851年 – 1918年） - 第6代アントリム伯爵。子供あり
- マーク・ヘンリー・ホレス（1852年8月18日 – 1909年4月23日） - 1892年8月19日、エミリー・ファニー・ドロシー・オズボーン（Emily Fanny Dorothy Osborn、1929年7月12日没、第6代準男爵サー・ジョージ・ロバート・オズボーンの娘）と結婚
- ヒュー・シーモア（1855年7月18日 – 1879年10月24日）
- アレクサンダー（1857年6月23日 – 1945年12月9日） - 貴族院首席秘書官
- ションバーグ・カー（英語版）（1861年 – 1915年） - 首相首席秘書官（英語版）
- キャロライン・エリザベス（1930年2月23日没） - 1881年4月27日、アルバート・エドワード・バーティー（Albert Edward Bertie、第6代アビンドン伯爵モンタギュー・バーティー（英語版）の息子）と結婚、子供あり
- メイベル・ハリエット（1942年12月31日） - 1878年6月6日、ヘンリー・チャールズ・ハワード（英語版）と結婚。子供あり
- エヴリン（1947年6月1日没）
- ジェーン・グレイ（1863年6月15日 – 1953年8月27日） - 1886年6月1日、第21代クリントン男爵チャールズ・ヘップバーン＝ステュアート・フォーブズ＝トレフューシス（英語版）と結婚。子供あり
- ヘレナ（1948年1月11日没） - 1888年4月12日、チャールズ・バリントン・バルフォア（英語版）と結婚。子供あり

1855年7月19日に兄ヒュー・シーモアが死去すると、アントリム伯爵の継承権を主張、1858年7月15日に承認された。
海軍大尉だったという。
1869年12月19日にグレナーム城で死去、長男ウィリアム・ランダルが爵位を継承した。